# ماركوس براون (ملاكم)
ماركوس براون (بالإنجليزية: Marcus Browne)‏ (ولد: 10 نوفمبر 1990 في جزيرة ستاتن، نيويورك، الولايات المتحدة - )؛ هو ملاكم محترف أمريكي يصنف ضمن فئة وزن خفيف الثقيل. شارك في دورة الألعاب الأولمبية الصيفية سنة 2012.

## المسيرة الاحترافية
من نزالاته:
- انتصر على فرانسيسكو سييرا بالضربة الفنية القاضية (05-12-2015).
- انتصر على غابرييل كامبايلو بالضربة القاضية (12-09-2015).

## إحصائيات
خاض خلال مسيرته 23 نزالا، فاز في 23 ولم يخسر. فاز بالضربة القاضية في 16 نزالا.

## روابط خارجية
- ماركوس براون على موقع بوكس ريك (الإنجليزية) (registration required)
- ماركوس براون على موقع أوليمبيديا (الإنجليزية)